# Shogo Shiozawa
Shogo Shiozawa (塩沢 勝吾 Shiozawa Shogo?), född 9 september 1982 i Nagano prefektur, är en japansk fotbollsspelare.
Shiozawa började sin karriär 2006 i Mito HollyHock. Efter Mito HollyHock spelade han för Sagawa Printing, Matsumoto Yamaga FC och AC Nagano Parceiro.